# Simpsonichthys ghisolfii
Simpsonichthys ghisolfii är en fiskart som beskrevs av Costa, Cyrino och Nielsen, 1996. Simpsonichthys ghisolfii ingår i släktet Simpsonichthys och familjen Rivulidae. Inga underarter finns listade i Catalogue of Life.